# Валка округ
Валка округ (лет. Valkas rajons, рус. Валкский район) је округ у републици Летонији, у њеном северном делу. Управно средиште округа је истоимени градић Валка. Округ припада историјској покрајини Видземе.

Валка округ је унутаркопнени округ у Летонији. То је и гранични округ ка Естонији на северу. На истоку се округ граничи са округом Алуксне, на југу са окрузима Гулбене и Цесис и на западу са округом Валмиера.

## Градови
- Валка
- Стренчи
- Смилтене